# Chiliguaro
Le chiliguaro est une boisson populaire du Costa Rica. Il s'agit d'un mélange de guaro, une boisson alcoolisée traditionnelle du Costa Rica, similaire à l'aguardiente, associé à une sauce chili épicée. On y ajoute parfois du jus de tomate, du sel, du poivre, du citron, et d'autres épices utilisées dans la cuisine costaricienne.
D'origine rurale, la forme actuelle de la boisson est apparue dans les bars de San José fin 2011, gagnant rapidement en notoriété auprès des consommateurs du pays.
En 2016, la Fábrica Nacional de Licores, qui détient le monopole de la production de liqueurs au Costa Rica, a annoncé la commercialisation d'une variante de la boisson sur le marché national.